# Сакраменто (округ)
Сакраме́нто (англ. Sacramento) — округ, расположенный в Центральной долине штата Калифорния. Население округа, по данным 2008 года, составляет 1 223 499 человек. Окружной центр — город Сакраменто.

## История
Сакраменто был одним из первых округов Калифорнии, которые были созданы в 1850 году во время образования штата.
Округ был назван в честь реки Сакраменто, которая образует его западную границу. Река была названа испанским кавалерийским офицером Габриэлем Морагой.

## География
По данным Бюро переписи населения США, общая площадь округа равняется 2,578 км², из которых 2,501 км² составляет суша и 77 км² (3.00%) — вода. Большая часть территории округа находится на высоте близкой к уровню моря, а в некоторых районах ниже уровня моря. Холмы вдоль восточной границы возвышаться до нескольких сотен метров. Основные реки: Американ-Ривер, Сакраменто и Драй-Крик, приток реки Сакраменто.

### Климат
Климат в этом районе характеризуется мягкой зимой и сухим жарким летом. В летние месяцы дождей почти не бывает, а более 80% осадков выпадает в период с ноября по март.
Согласно системе классификации климатов Кёппена, в округе Сакраменто преимущественно тёплый летний средиземноморский климат, на климатических картах сокращённо обозначаемый аббревиатурой «Csa».

### Соседние округа
На севере Сакраменто граничит с округом Пласер, на северо-западе с Саттером, на востоке с округами Амадор и Эль-Дорадо, на юге с Сан-Хоакином, на юго-западе с Контра-Костой, на западе с округами Солано и Йоло.

### Города
В округе расположены следующие города:
- Айлтон
- Галт
- Ситрус-Хайтс
- Ранчо-Кордова
- Сакраменто
- Фолсом
- Элк-Гров
- Кармайкел
- Норт-Хайлендс
- Антилопа

## Транспорт

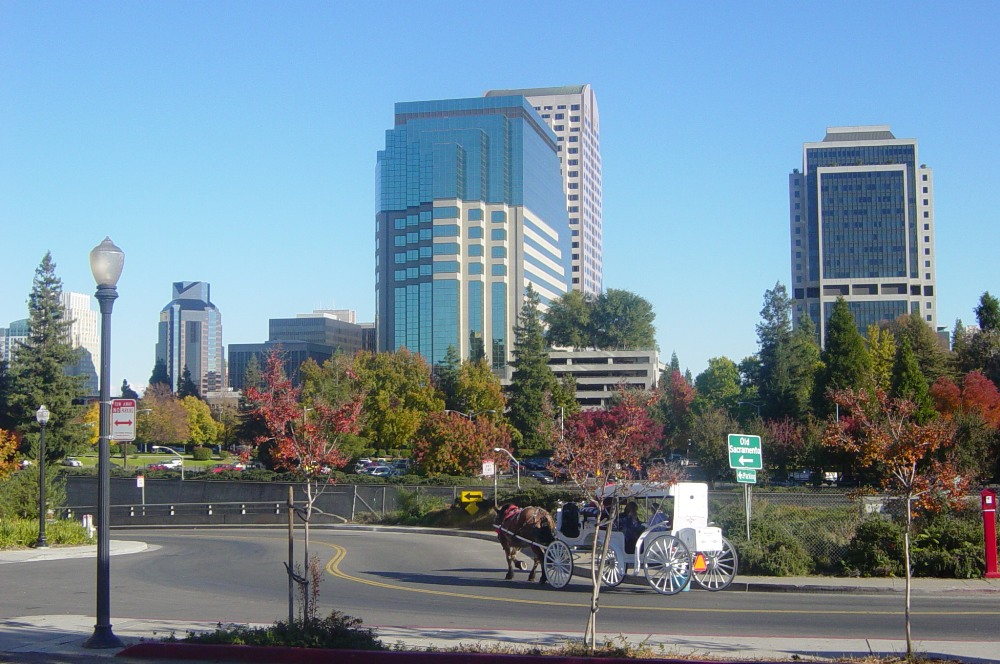
Сакраменто

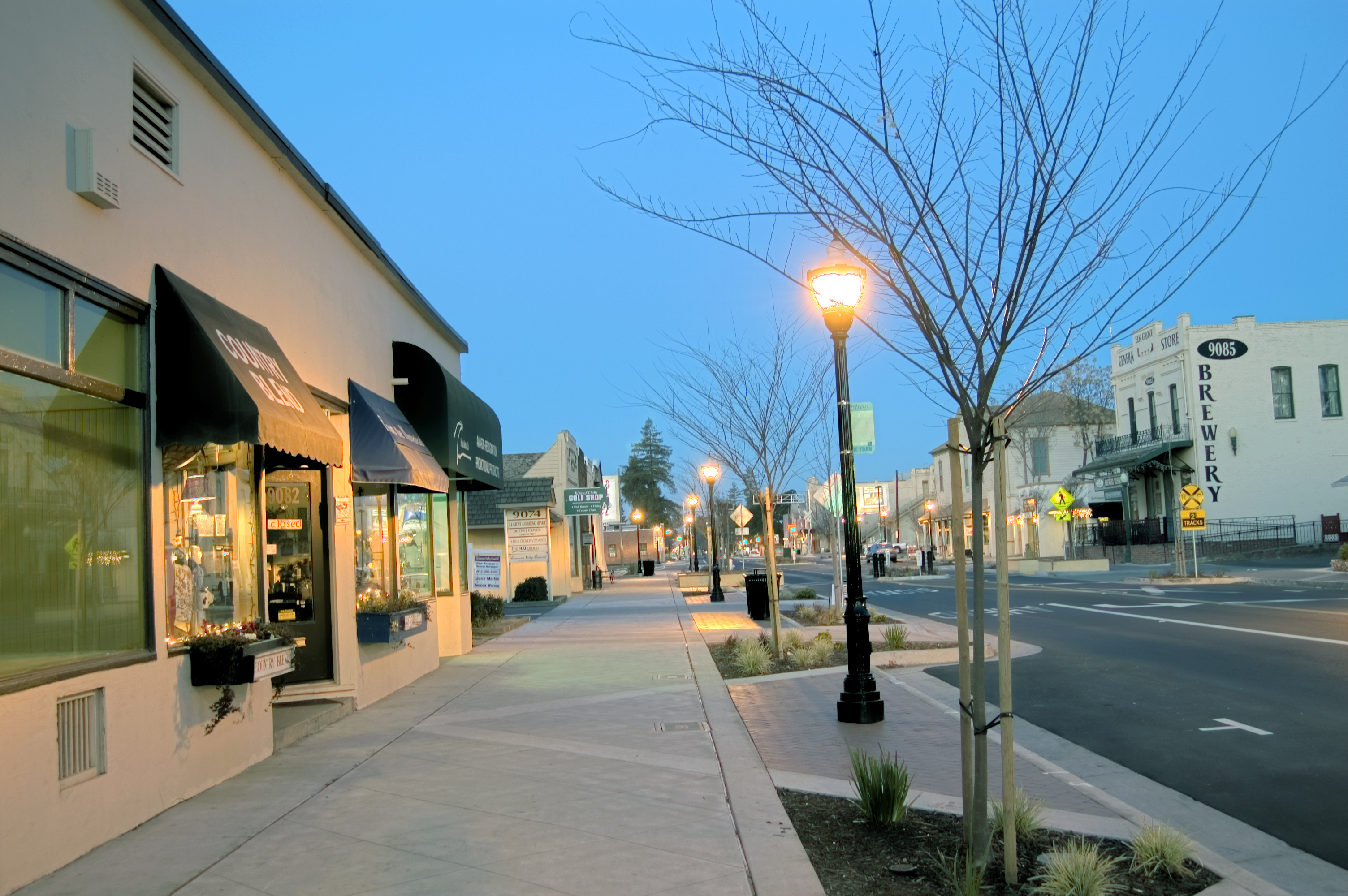
Элк-Гров

### Автомагистрали
- Автомагистраль 5
- Автомагистраль 80
- Автомагистраль 80 Business
- Шоссе 50
- SR 12
- SR 16
- SR 70
- SR 99
- SR 104
- SR 160
- SR 220

### Аэропорт
В округе расположены аэропорты:
- Международный аэропорт Сакраменто
- Sacramento Mather Airport
- Sacramento Executive Airport

## Демография
По данным переписи 2000 года, население округа Сакраменто составляет 1 223 499 человек, 453 602 домохозяйств и 297 562 семей, проживающих в округе. Плотность населения равняется 489 чел/км². В округе 474 814 единиц жилья со средней плотностью 492 ед/км². Расовый состав округа включает 64,02% белых, 10,56% чёрных или афроамериканцев, 1,09% коренных американцев, 13,53% азиатов, 0,59% выходцев с тихоокеанских островов, 19,31% представителей других рас и 5,84% представителей двух и более рас. 10,50% из всех рас — латиноамериканцы.
Из 453 602 домохозяйств 33,70% имеют детей в возрасте до 18 лет, 46,40% являются супружескими парами, проживающими вместе, 14,10% являются женщинами, проживающими без мужей, а 34,40% не имеют семьи. 26,70% всех домохозяйств состоят из отдельных лиц, в 8,00% домохозяйств проживают одинокие люди в возрасте 65 лет и старше. Средний размер домохозяйства составил 2,64, а средний размер семьи — 3,24.
В округе проживает 27,60% населения в возрасте до 18 лет, 9,50% от 18 до 24 лет, 31,00% от 25 до 44 лет, 20,90% от 45 до 64 лет, и 11,10% в возрасте 65 лет и старше. Средний возраст населения — 34 лет. На каждые 100 женщин приходится 95,90 мужчин. На каждые 100 женщин в возрасте 18 лет и старше приходится 92,50 мужчин.
Средний доход на домашнее хозяйство составил $43 816, а средний доход на семью $50 717. Мужчины имеют средний доход в $39 482 против $31 569 у женщин. Доход на душу населения равен $21 142. Около 10,3% семей и 14,1% всего населения имеют доход ниже прожиточного уровня, в том числе 20,2% из них моложе 18 лет и 6,6% от 65 лет и старше.